# Festung Kongsvinger
Die Festung Kongsvinger (norwegisch Kongsvinger festning) wurde in den Jahren 1673 bis 1784 angelegt und befindet sich auf der Westseite des Flusses Glomma im Stadtteil Tårstadt von Kongsvinger in der ostnorwegischen Provinz Innlandet. Vorläufer der Festung war die Vingersund Schanze (norw.: Vingersundet skanse), die später auch als Tråstad Schanze bezeichnet wurde. Die Festung ist heute im Besitz von Forsvarsbygg nasjonale festningsverk und steht seit den 1920er Jahren unter Denkmalschutz. Seit 1971 steht auch ein Großteil des umliegenden Geländes durch den Beschluss der norwegischen Denkmalbehörde unter Schutz.

## Geschichte

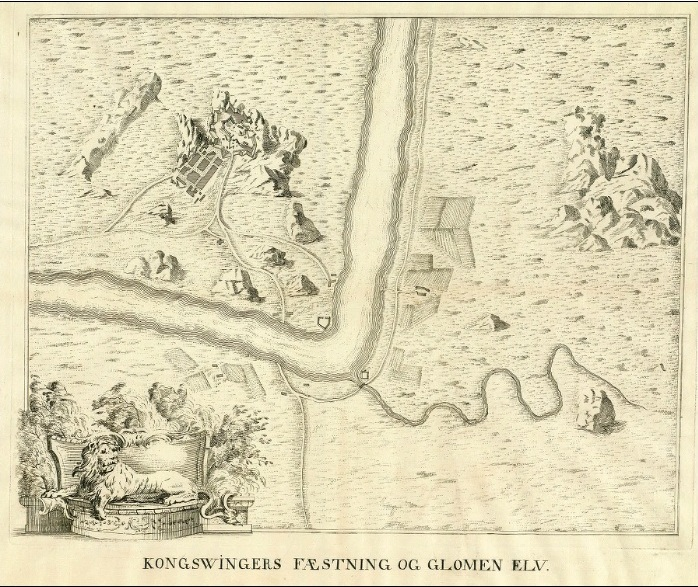
Festung Kongsvinger und Fluss Glomma, Kupferstich von 1733

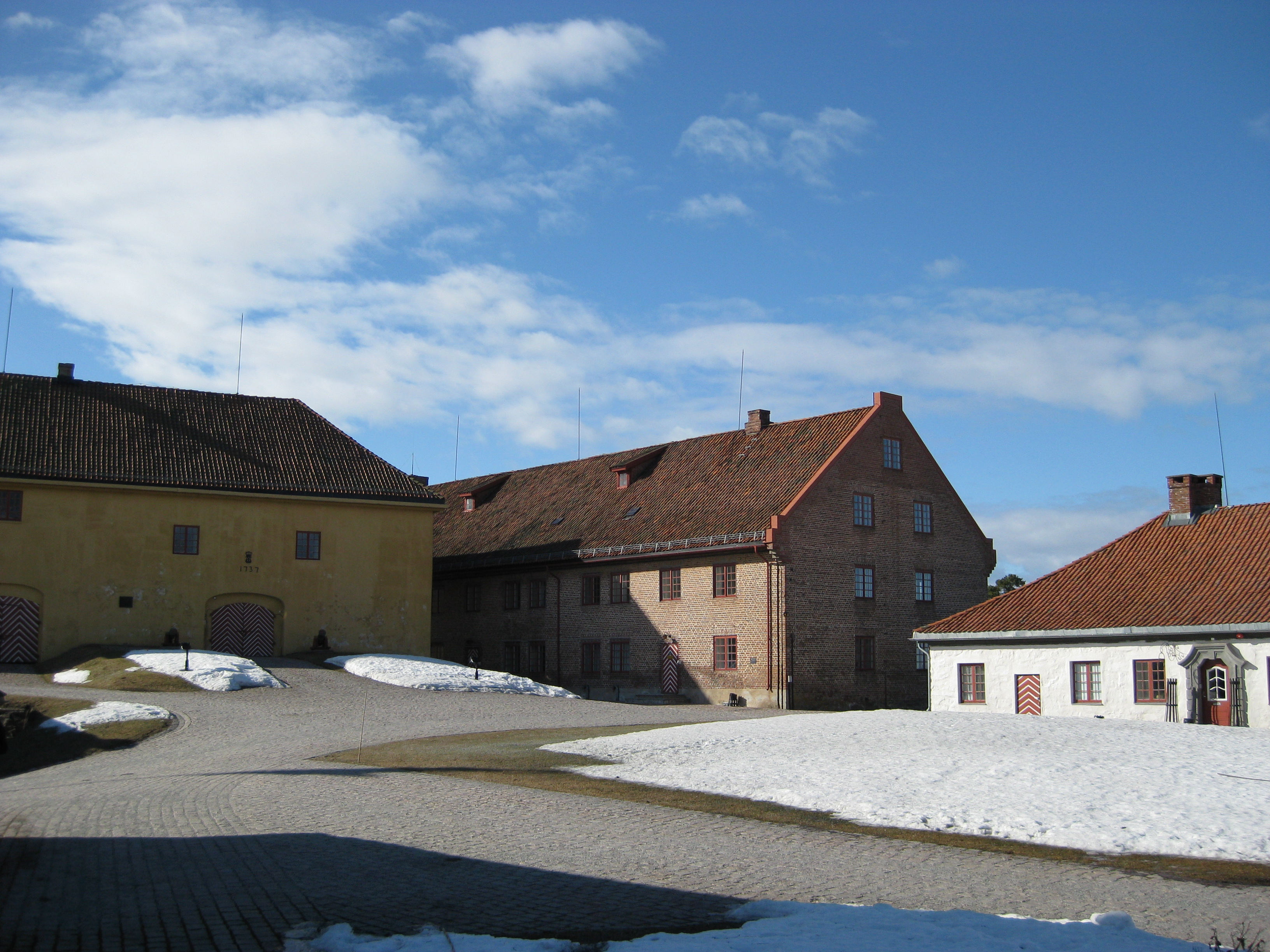
Von links: Arsenal (1737), Die neue Kaserne (1788) und Die alte Kaserne (1702).

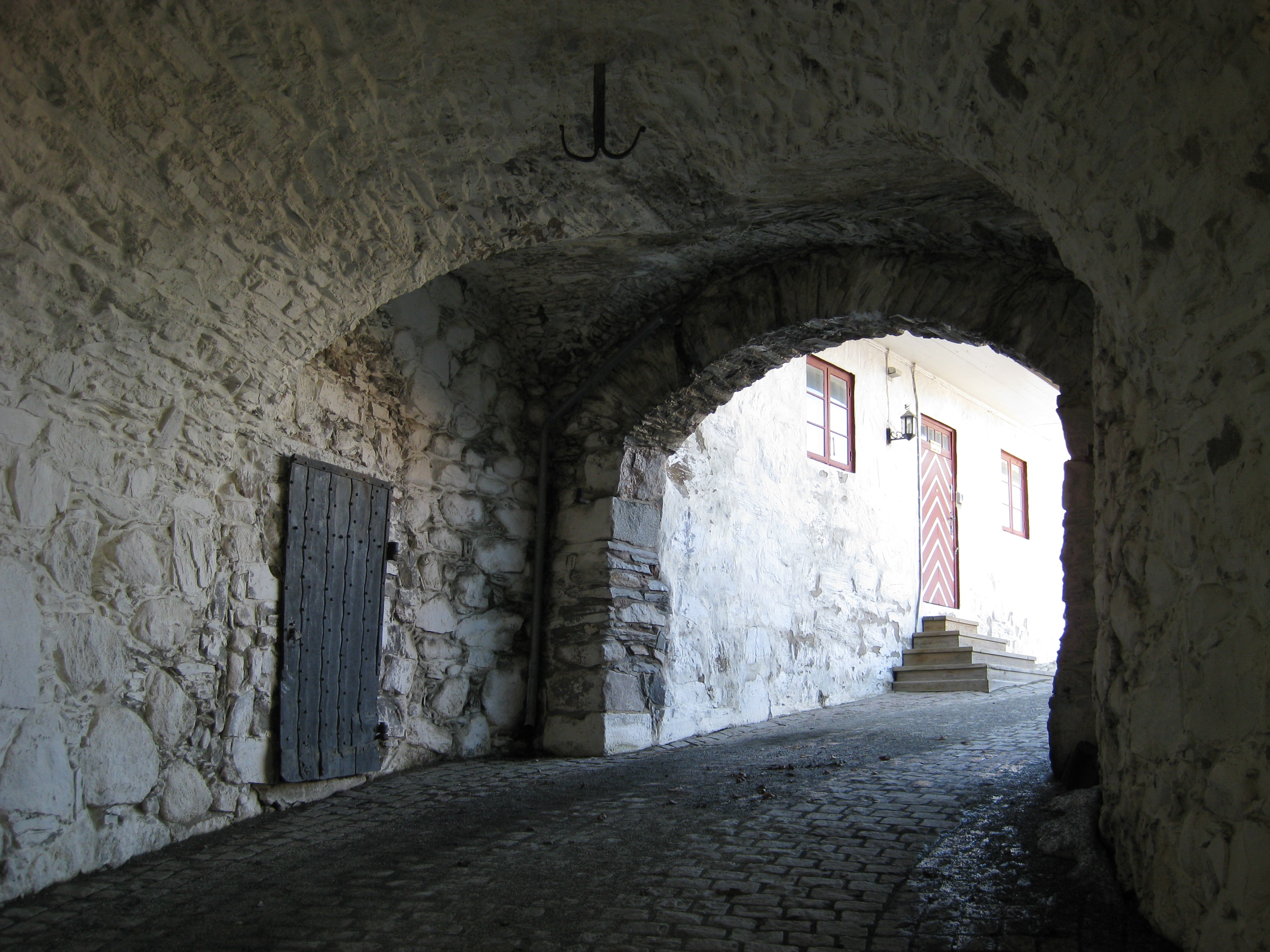
Haupttor

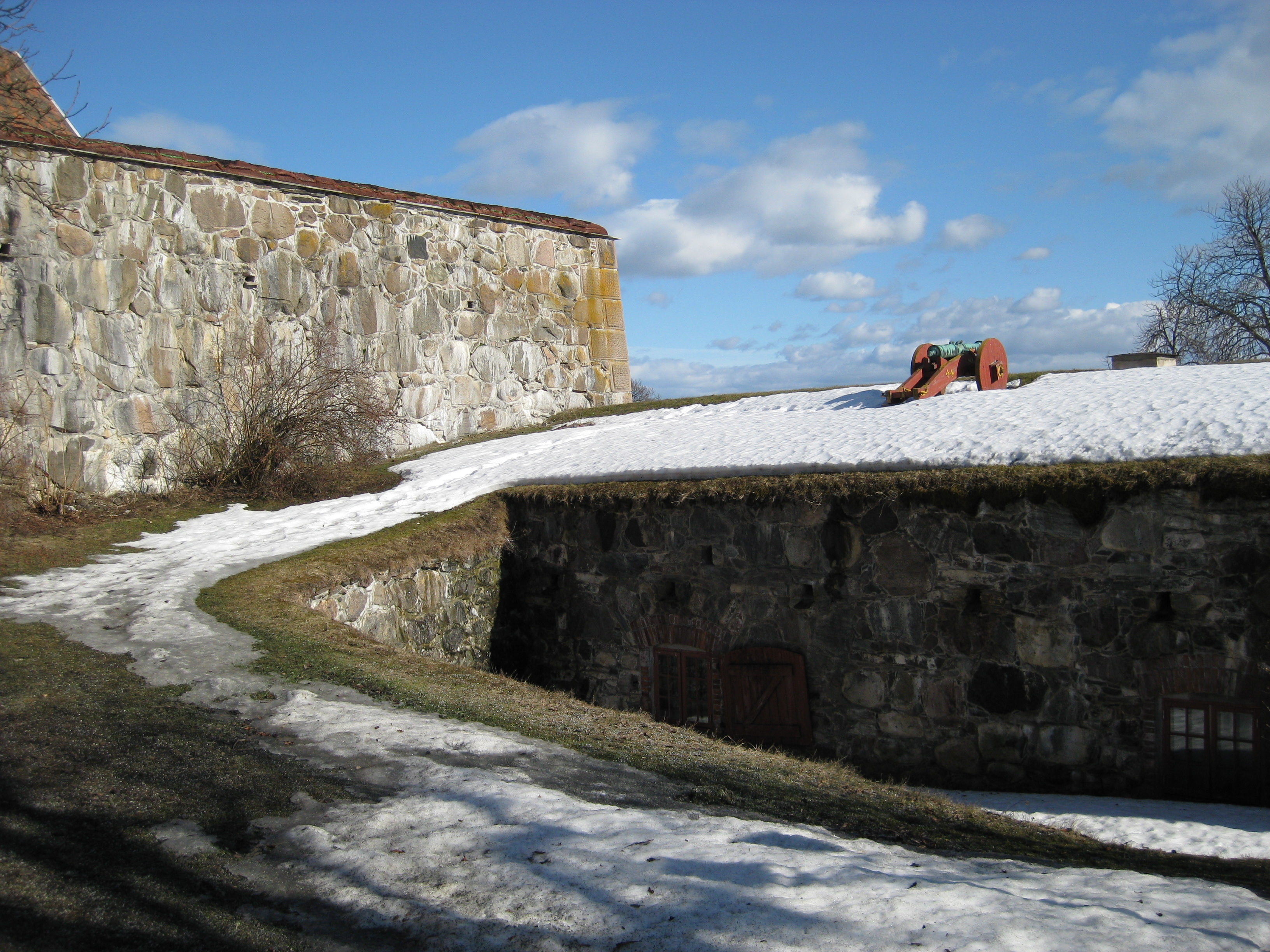
Auffahrt zur Wedels Batterie, darunter Kasematte im Ravelin

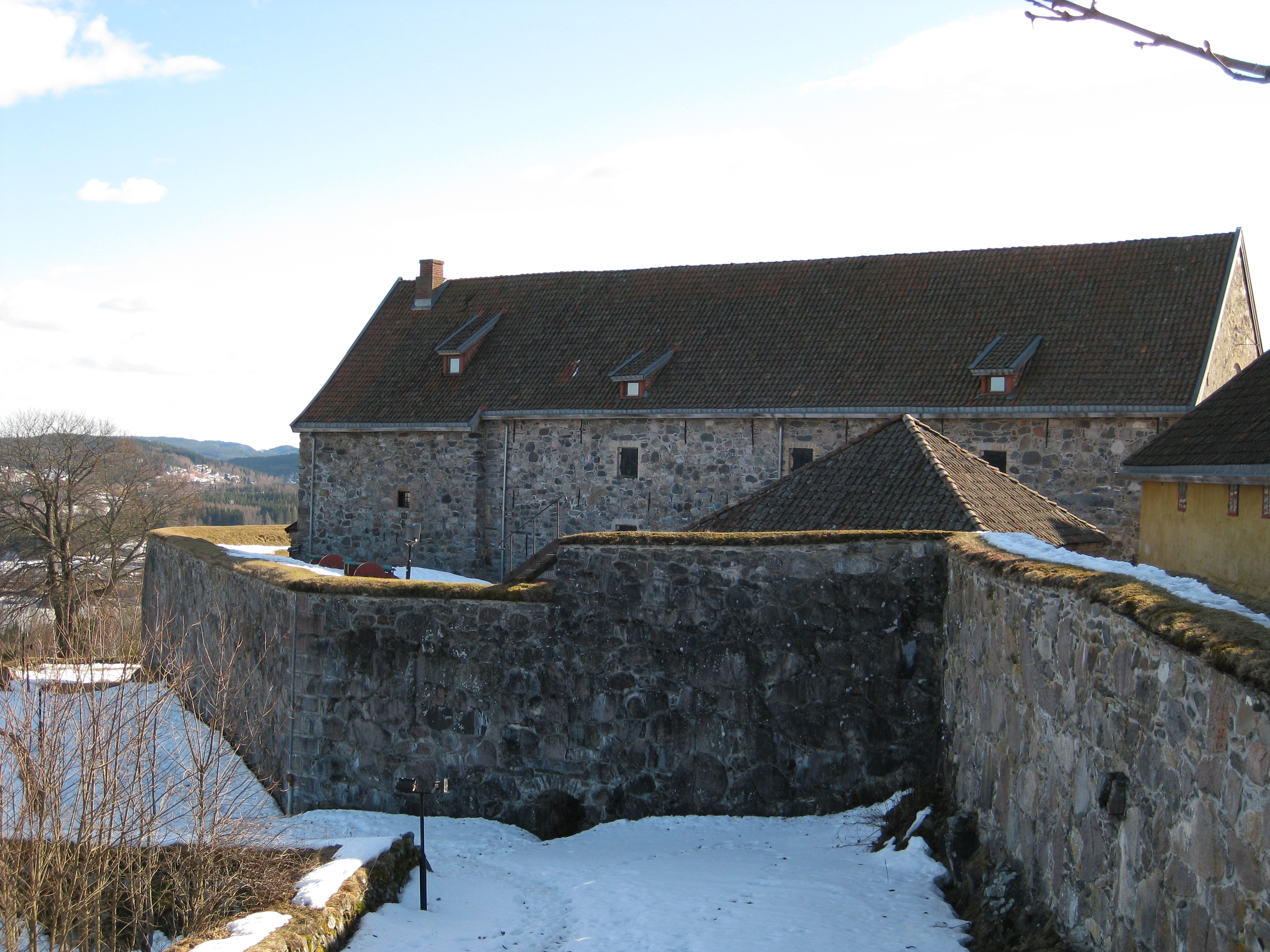
Äußere Festungsmauern, «Prinzessinnen Bastion» und Kurtine; von links: Provianthaus mit Bäckerei, kleiner Pulverturm (Zeltdach) Stallgebäude (gelbes Haus).

Im 17. Jahrhundert, als sich Kongsvinger noch nicht entwickelt hatte, verlief über das Sogn Vinger eine von drei Handelsstraßen, die von Värmland in Schweden nach Christiania (Oslo) führten. Darüber hinaus verfügte Vinger über eine strategisch wichtige Fährverbindung zum Tråstad Hof, da sie über viele Kilometer die Einzige entlang der Glomma war und auch den Weg ins Zentrum Südnorwegens bereitete. Dänemark-Norwegen führte mehrere Kriege mit Schweden, darunter den Dreikronenkrieg von 1563–1570, den Kalmarkrieg von 1611–1613 und den Torstenssonkrieg von 1643–1645. Somit war eine Verteidigung der Fährverbindung essentiell, um das Vorrücken schwedischer Truppen weiter ins Zentrum Norwegens zu verhindern. Oberst G. Reichenwein, Kommandant in Vinger, schrieb 1647 erstmals eine Bitte für die Errichtung einer Schanze in Vinger. Er schlug die Errichtung zweier Schanzen vor, die auf beiden Seiten der Glomma liegen sollten. Er revidierte den Vorschlag jedoch und beantragte stattdessen die Errichtung einer Schanze auf dem Hügel und einer am Fluss. Zwei Jahre später schrieb er wieder einen Brief und erwähnte, dass ein Ingenieur das Gelände vermessen hätte. Ein weiterer Brief forderte eine Schanze an der Kirche auf dem Tråstadhof. 1657 besetzte Schweden das dänische Jütland. Daraufhin wurde eine einfache, fünfeckige Redoute auf der Westseite der Glomma angelegt und im Sommer 1658 war die Tråstad Schanze fertig. Karten belegen eine weitere sternförmige Schanze an der Stelle, an der später (1697) die Kirche erbaut wurde. Es wurde allerdings nicht überliefert, wann die Schanze angelegt wurde. Eine Karte aus den 1720er Jahren beschreibt sie als verfallene Schanze aus dem Krabbenkrieg (1657–1658). Wahrscheinlich ist jedoch, dass sie zur selben Zeit wie die Tråstad Schanze gebaut wurde. Der Krieg dauerte drei Jahre und brachte die Erkenntnis, dass die Schanze keiner längeren Belagerung standhalten würde. Der im Jahr 1661 ernannte Generalinspektor Henrik Ruse wollte die Festungen entlang der Küste und der schwedischen Grenze verstärken.

### Vinger Schanze
Im August 1673 wird die Vinger Schanze auf dem Tråstadberg, erstmals vom Statthalter Ulrik Fredrik Gyldenløve erwähnt. In seinem Brief an den Kriegsrat schrieb er, dass sich in Vinger eine fast von allen Seiten unzugängliche Klippe befindet, auf der er eine acht Fuß hohe Brustwehr bauen würde, die die Tråstad Schanze und den Fluss beherrsche. Zudem würde eine Besatzung von 300 Mann ausreichen um 10.000 Feinde abzuwehren. Zu diesem Zeitpunkt hatte er bereits angefangen die Stellung und ein Magazin zu errichten. Weiterhin baute er ein Donjon, der einen Grundriss von 19 x 22 Alen maß. Die unteren zwei Geschosse waren gemauert, darüber war eine Batterie angelegt. Die übrigen Geschosse besaßen eine Holzkonstruktion. Die Anlage war umgeben von einer viereckigen Mauer mit Batterien in drei der vier Ecken. Sie bekam den Spitznamen Festung Gyldenborg. Weitere Gebäude wie etwa eine Bäckerei – die heute jedoch nicht mehr existiert – sowie Proviant- und Munitionslager kamen in den folgenden Jahren hinzu. Der Leutnant Anthony Coucheron bekam 25 Reichstaler für den Entwurf der Pläne. Einzelne Quellen behaupten, dass sich im Jahr 1658 eine Festung auf dem Berg befunden hatte, doch spätere Beurteilungen deuten darauf hin, dass es sich hierbei um mehrere Missverständnisse handelte. Erster Kommandant der Vinger Kompanie war Ole Elingson.

### Die Schanze wird zur Festung
Um einer Belagerung besser standhalten zu können, begann 1681 der Ausbau der Vinger Schanze zur Festung. Johan Caspar de Cicignon legte den ersten Plan vor, der Entwurf war allerdings zu teuer und umfassend. So bekam Anthony Coucheron den Auftrag, einen neuen Entwurf auszuarbeiten, der von König Christian V. am 8. Oktober 1681 genehmigt wurde. Coucherons Plan sah ein Donjon mit drei großzügigen Außenwerken im Norden, Süden und Westen vor, die in die vorhandene Anlage integriert werden sollte. Hauptsächlich wurde sie als Tenaillenform entworfen, integrierte aber die Halbbastionen Prinz Georg und Prinzessinnen, zwischen denen sich die gerade Kurtine im Osten befand. Die Form weist Merkmale des französischen Festungsbauingenieurs Vauban aus dem 17. Jahrhundert auf, doch die Anlage in Kongsvinger passt sich stark an die Gegebenheiten des Geländes an. Im Frühjahr 1682 starteten die Bauarbeiten. Der Turm der Schanze blieb, da er ein wichtiges Element der Festung war. Die Festungsmauern wurden aber durch stärkere und höhere ersetzt. Des Weiteren kamen innerhalb der Festung das Provianthaus, das Kommandantenhaus, sowie der kleine Pulverturm und ein Kalklager hinzu. In den Außenwerken entstanden viele weitere Gebäude, unter anderem das Offiziershaus, Werkstätten für Maurer und Kalkbrenner und eine Schmiede. Das Haupttor der Festung war lange Zeit ungeschützt bis 1691 der Ravelin gebaut wurde. Anfang des 18. Jahrhunderts wurde der gedeckte Weg teilweise mit Kontreeskarpe und einem Glacis vor den Festungsmauern angelegt. Dabei riss man einen Teil der Außenwerke wieder ab. Um den Glacis besser zu schützen, setzte man auch auf das Verteidigungssystem der Palisaden. Sie waren ca. 5–6 Alen lang und hatten einen Durchmesser von 7–8 Hölzern und waren auf beiden Seiten angespitzt. Um sie gegen Fäule zu schützen, flämmte man sie, bevor sie lotrecht in die Erde gebracht wurden. Ein wichtiger Schritt für die Festung wurde auch der Bau der Brunnen, da sie die Festung nun unabhängig in der Wasserversorgung machten. Vorher musste man Wasser von außerhalb herbeischaffen, was sich im Falle einer Belagerung sehr schwierig gestalten konnte. Der Hauptteil der Festung war im Jahr 1684 fertiggestellt, wenn auch die Bauarbeiten noch einige Jahre andauerten.
Im Januar 1683 bestimmte Gustav Wilhelm von Wedel, dass die Festung von nun an Kongens Vinger heißen soll. Später wurde der Name zu Kongsvinger zusammengezogen. Als König Christian V. 1685 eine Reise durch Norwegen unternahm, besuchte er auch die Festung. Seine Initialen sind noch heute auf der Festungsmauer zu sehen. Durch den Ausbau der Vinger Schanze siedeln sich am Hang südlich der Festung Soldaten mit ihren Familien an. Händler und Handwerker versorgten die Festung mit Gütern und Diensten. Mit dem Bau der neuen Kirche etablierte sich Kongsvinger zu einer Festungsstadt. Als die Festung im Jahr 1823 jedoch außer Dienst gestellt wurde und anderen militärischen Zwecken diente, erlebte die Stadt, die hauptsächlich von den Soldaten lebte, einen Kollaps. Erst mit Erhalt der Kjøpestad-Rechte (Handelsrechte) bekam die Stadt neuen Aufschwung.

### Koalitionskriege und Unionzeit mit Schweden
Mit dem Angriff der Briten auf Kopenhagen im Jahr 1807 zogen die Napoleonischen Kriege ihre Kreise bis nach Dänemark-Norwegen und Norwegen und Schweden standen sich wieder als Feinde gegenüber. Im Jahr 1808 legte man die Skjær Schanze westlich der Festung an und alle Batterien wurden in Stand gesetzt und kampffertig gemacht. Kurze Zeit später fanden zwischen 1808 und 1809 Kämpfe mit den Schweden statt, auch an der Lier Schanze, sechs Kilometer östlich der Festung. Daraufhin baute man im Nordwesten die Schanzen Norske løve und Prinz Fredrik und ein Jahr später die Schanze Se til høyre im Südwesten. Mit dem Sturz Napoleons 1814 trat Dänemark Norwegen an Schweden ab, worauf hin Norwegen seine Unabhängigkeit proklamierte. Diese konnte jedoch nur kurze Zeit bestehen und Norwegen ging mit Schweden eine Union ein. Dadurch waren die Grenzbefestigungen an der schwedischen Grenze nicht mehr notwendig und die Festung Kongsvinger wurde geräumt. Viele der Gebäude, die nicht mehr gebraucht wurden, wurden abgerissen oder verkauft. Als im Jahr 1846 eine Ingenieursbrigade nach Kongsvinger kam, hob sie die große Bedeutung der Festung hervor und verlangte die Erhaltung. Die Akershuskommission von 1855 behauptete jedoch, dass die Festung wertlos sei, solange sie keine weiteren Außenwerke besäße. Sie würden auch keine bauen, da dem Reich schlichtweg das Geld fehle. Somit wurde die Festung geschlossen und ging ins Staatseigentum über. Die zweite Akershuskommission kam zu dem Schluss, dass die Anlage eine wichtige Bedeutung innehabe und diese durch die Eisenbahnstrecke Solørbanen besser zur Geltung kommen solle. Mit Bestrebungen der Gleichberechtigung Norwegens in der Union wurden Spannungen mit Schweden zur Jahrhundertwende immer größer. Daraufhin modernisierte Norwegen seine Grenzbefestigungen entlang der Glomma. Da die Kongsvingerbrücke weiterhin eine wichtige Wegverbindung darstellte, war man der Meinung, dass die Festung nicht allein in der Lage war einen neuen möglichen Krieg standzuhalten. Alle Gebäude die dem direkten Beschuss ausgesetzt sein könnten sollten abgerissen werden. Auf den obersten Wällen wurden Stellungen für zwölf Kanonen eingerichtet, die Festungsmauern wurden verstärkt und die Kasematten wurden gebaut. Des Weiteren wurden die Zwillingsforts Vardårsen und Gullbekkåsen im Jahr 1901 bis 1902 angelegt. Sie verfügten über je zwei Kanonen mit zwölf Zentimetern Durchmesser. Lange unterirdische Tunneln wurden in die Erde gesprengt, in den Schlafräume, Munitionslager, Latrinen und Trinkwassertanks installiert waren. Rundherum wurde ein gedeckter Weg für die Infanterie angelegt und auch für die Besatzungen außerhalb der Festung wurden einige Gebäude errichtet. Die Festung selbst diente lediglich zur Unterbringung der Soldaten und als Lager. Ein Vorschlag, Schießscharten für Kanonen in die Kasematte zu machen, wurde nicht umgesetzt.
Mit der friedlichen Unionsauflösung zwischen Norwegen und Schweden im Jahr 1905 sollten alle Grenzfestungen abgerissen werden und eine entmilitarisierte Grenzzone von 3 norwegischen Meilen, rund 34 Kilometern, wurde eingerichtet. Die Festung Kongsvinger galt als zu alt und nicht mehr nutzbar und wurde deshalb nicht zerstört. Auch die Forts Vardåsen und Gullbekkåsen blieben bestehen. Die entmilitarisierte Zone wurde erst in den 1990er Jahren aufgehoben.

### Zweiter Weltkrieg
Im Jahr 1939 wurde die Mannschaft der Deutschland, die die City of Flint enterte, auf der Festung interniert. Des Weiteren wurden auch acht Piloten gefangen genommen. So sah die Bevölkerung Kongsvingers deutsche Offiziere in Uniform vor vielen anderen.
Im April 1940 kapitulierte der Kommandant der Festung kampflos und die Festung kam unter deutsches Kommando. Man richtete dort eine Ausbildungsstätte für die norwegische SS ein, die sich dort einige Monate aufhielt. Die Kurse wurden fortgesetzt doch danach waren die Kurse hauptsächlich für die deutsche SS, die dem direkten Befehl Quislings unterstand. Die Festung wurde umfassend restauriert. Ab 1943 wurden in der Festung Gefangene aus dem Polizeihäftlingslager Grini aufgenommen. Sie sollten verschiedene Arbeiten verrichten, darunter Reparaturarbeiten und Kartoffelschälen.
Im Gegensatz zur Festung kämpfte Kapitän Gösta Benkert einen Kilometer westlich im Vardåsen Fort gegen die deutschen Soldaten. Die Kämpfe mit den Kanonen aus dem Jahr 1905 rund um das Fort zählen zu den wichtigsten Kämpfen des Jahres 1940 in Norwegen. In Benkerts Kompanie diente unter anderem auch Max Manus.
Ab 1945 wurden Landesverräter auf der Festung interniert.

### Nachkriegszeit
Nach dem Krieg zog die Befalsskole der norwegischen Artillerie auf die Festung und blieb dort bis 1959. Danach bezog der norwegische Heimatschutz die Festung. Im Jahr 2002 wurde ein Teil der Abteilung jedoch nach Værnes verlegt.
Am 24. Oktober 2000, dem Tag der Vereinten Nationen, wurde auf der Festung ein Denkmal zu Ehren der gefallenen Soldaten der Friedenstruppe im Libanon enthüllt.
Im Juli 2005 rutschte ein Teil der Festungsmauern ab. Noch im Herbst desselben Jahres wurde ein anderer Teil aufgrund der Gefahr eines Erdrutsches gesperrt. Man restaurierte die Festung, doch die Arbeiten kamen 2006 zum Erliegen, da man unerwartet archäologische Funde in der Erde hinter der niedergegangenen Festungsmauer machte. Die Restaurierungsarbeiten waren 2009 vollendet und der Garten des Kommandanten wurde wieder hergerichtet. Des Weiteren unterstellte man die Festung nun der Forsvarets avdeling for kultur og tradisjon (deutsch: Abteilung für Kultur und Tradition der norwegischen Armee).

## Die Anlage

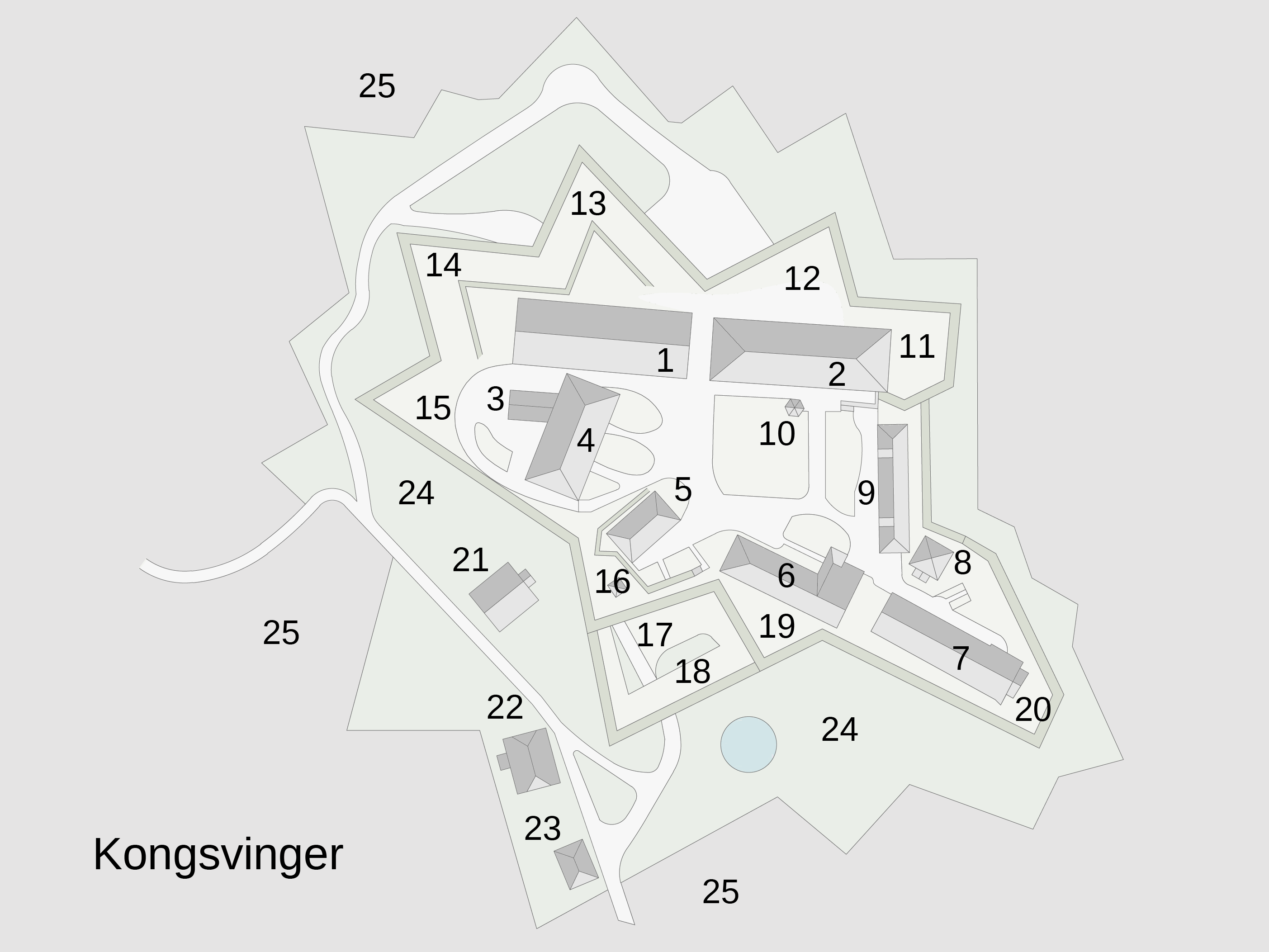
Lageplan der Festung Kongsvinger
1 Neue Kaserne, 2 Alte Kaserne, 3 Spritzenhaus, 4 Arsenal, 5 Alte Wache, 6 Kommandantenhaus, 7 Provianthaus, 8 Kleiner Pulverturm, 9 Stall, 10 Brunnen, 11 Prinz Georgs Batterie 12 Prinz Wilhelms Batterie, 13 Prinz Carls Batterie, 14 Kronprinzen Batterie, 15 Königinnen Batterie, 16 Königsbatterie, 17 Haupttor, 18 Wedels Batterie, 19 Gyldeløvens Batterie, 20 Prinzessinnen Batterie, 21 Pulverhaus, 22 Laboratorium, 23 Äußere Wache, 24 gedeckter Weg, 25 Glacis

Die Festung Kongsvinger erlebte eine große Bauperiode von 1681 bis 1690. Sie wurde in einer unregelmäßigen Sternform angelegt, deren Mauern zwischen sechs bis zehn Alen hoch sind. Die Mauern im Nordwesten bilden ein doppeltes Tenaillensystem. Im Osten befindet sich zwischen zwei Halbbastionen eine Kurtine. Der Süden und Südwesten ist durch ein Halbtenaillensystem geschützt. Der Hauptweg zur Festung, wie er heute noch erhalten ist, wurde im Süden angelegt. Das Haupttor befindet sich unterhalb der Königsbatterie und wird seit 1691 durch ein Ravelin geschützt. Pferdekutschen mussten allerdings den Weg zum Skjærtor im Nordwesten zurücklegen, da der Weg durch das Haupttor im Süden zu steil war. In den Mauern waren weitere kleine Tore, sogenannte Ausfalltore, angelegt. Einerseits dienten sie dazu, im Belagerungsfall ungesehen aus der Festung zu gelangen und andererseits, um im Falle einer Stürmung aus der Festung zu fliehen. Solche Ausfalltore befinden sich beispielsweise im Ravelin, am kleinen Pulverturm und unter der Prinz Carls Batterie. Zwei Schlupftüren innerhalb der Festung führten zu zwei unterirdischen Brunnen. Ursprünglich hatte die Festung im Norden, Süden und Westen ein zusammenhängendes Außenwerk. Die Mauern waren, abgesehen der westlichen, drei Alen dick und drei Alen hoch. Die Stärke des Außenwerks im Westen betrug drei Alen und war sechs Alen hoch. Die steile Ostseite wurde nicht zusätzlich verstärkt. Doch diese Befestigungen wurden bald als unzureichend angesehen und das Außenwerk im Norden wurde durch einen gedeckten Weg ersetzt. Es folgten der Umbau der zwei anderen Außenwerke und die Fortführung an der Ostseite ab 1718, sodass der Weg um die ganze Festung führte. Aufgrund von Geldmangel wurden die Arbeiten aber nicht vor 1748 fertiggestellt. Zuletzt wurde ein Glacis angelegt, auf dem sich ursprünglich Palisaden befanden.

### Gebäude
Im Laufe der Zeit gab es viele Bauten auf der Festung. Einige sind noch aus der Gründungszeit der Festung erhalten, andere sind verfallen oder wurden abgerissen und neue kamen hinzu. Hauptsächlich sind die Gebäude aus lokalen Materialien gestaltet, darunter Granit, Feldstein und Holz aber auch Mauerziegel kamen zum Einsatz. Anfang des 20. Jahrhunderts wurden die meisten Gebäude elektrifiziert.

#### Gyldenløvesturm
Der Gyldenløvesturm war ein dreigeschossiger Donjon und befand sich auf dem höchsten Punkt des Tråstadberges. Er war ursprünglich eines der ersten Gebäude der Vinger Schanze (Gyldenborg). Nach einem Vorschlag aus dem Jahr 1692 wurde auch Schießpulver im Turm gelagert. Eine Voraussetzung dafür war, dass den Turm bombensicher gemacht werden musste. Das ist nicht geschehen. Das stellte sich als verheerend heraus, da der Turm am 30. Juni 1733 von einem Blitz getroffen wurde und das Munitionslager daraufhin explodierte. Durch herumfliegende Trümmerteile entstanden große Schäden an den umliegenden Gebäuden. Am 7. Juli desselben Jahres reiste König Christian VI. an und beschloss, dass ein neuer Turm an derselben Stelle errichtet werden sollte.

#### Provianthaus

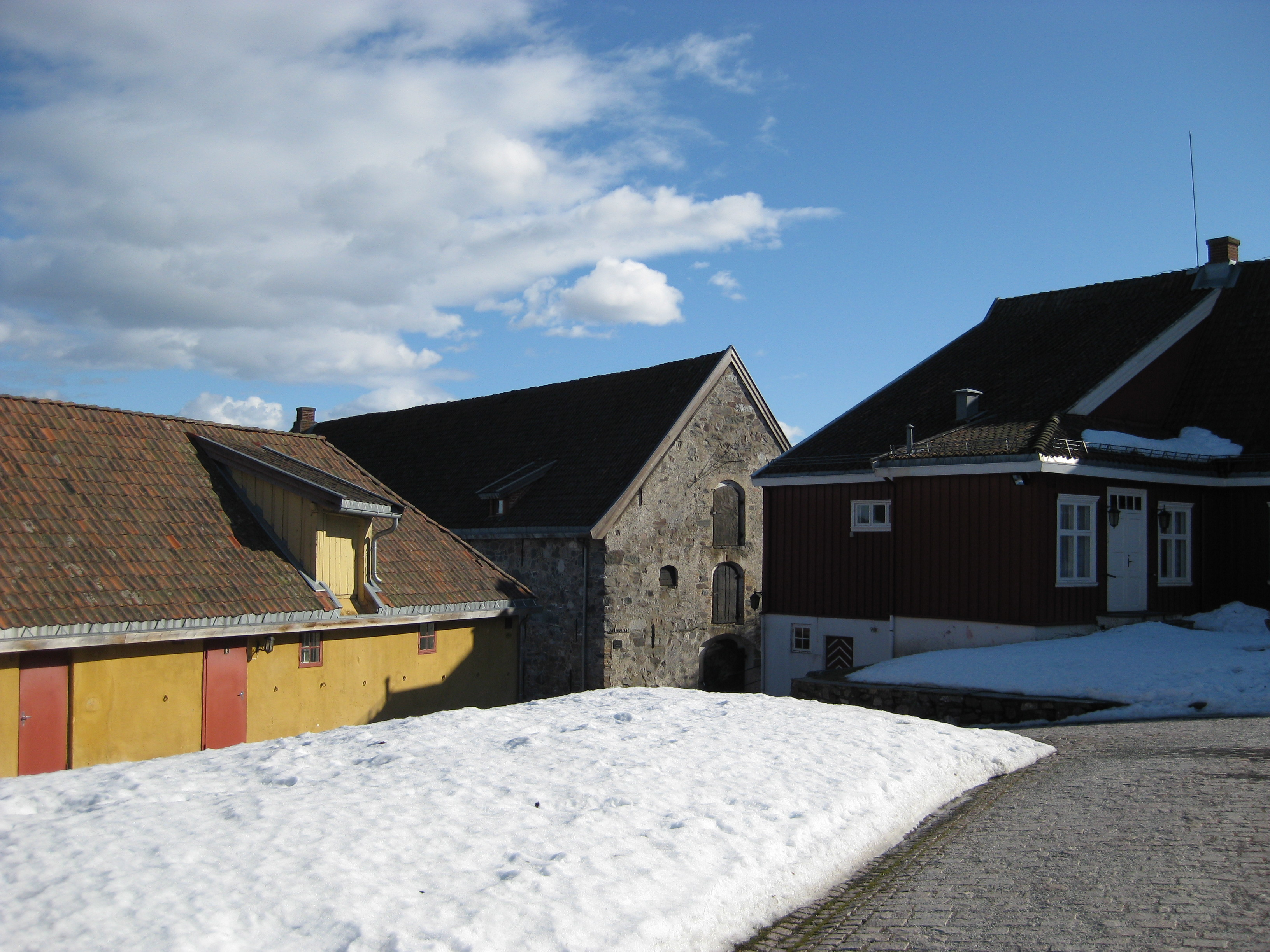
Von links: Stallgebäude, Provianthaus, Eingang des Kommandantenhauses

In der südöstlichen Ecke der Festung befindet sich das Provianthaus. Das gemauerte Haus stammt aus dem Jahr 1682 und ist eines der ältesten Gebäude der Festung. Der Zwischenraum zwischen dem Provianthaus und der Festungsmauer wurde 1696 mit einem Gewölbe überbaut, das als Pulverlager genutzt wurde. Die Räume waren jedoch zu feucht und ungeeignet für die Aufbewahrung der Munition, sodass man nach Fertigstellung des kleinen Pulverturms die Nutzung einstellte. Zur Jahrhundertwende zerstörte ein Blitz den Ostgiebel. 21 Jahre später wurde das Gebäude in derselben Höhe und Breite ostwärts um die Bäckerei erweitert und es kamen zwei Öfen hinzu. Zwischen den Jahren 1744 und 1749 passte man Gewölbe in das Provianthaus ein und das Gebäude wurde umfassend renoviert. Des Weiteren verlängerte man das Dach, sodass es über das ehemalige Pulverlager reichte. Im Jahr 1774 wurden zwei weitere Öfen installiert. Die erste Etage wurde 1980 zum Festungsmuseum umgebaut und ist 1982 von König Olav V. eingeweiht worden.

#### Kommandantenhaus
Das aus Nordre Nor gekaufte Kommandantenhaus wurde 1683 zur Festung übergesiedelt und befindet sich zwischen dem Provianthaus und dem Haupttor. Es wurde über dem Munitionslager, dass noch aus der Zeit der Vinger Schanze stammt, errichtet und hatte zwei Etagen, einen Keller und ein Dachgeschoss sowie vier Erker. Es wurde in Fachwerkbauweise konstruiert, bei der die Fächer mit Mauerwerk ausgefacht waren. Diese Konstruktion war zu dieser Zeit eine sehr unübliche Bauweise in Norwegen und wurde hauptsächlich für Verwaltungsgebäude, besonders in Oslo, angewandt. Über die Zeit wurde das Haus oft umgebaut und restauriert, auch nach der Explosion im Gyldenløves Turm. Die 2. Etage wurde 1694 zurückgebaut und als Offiziersgebäude genutzt. Dieses Gebäude wurde 1701 durch einen Brand zerstört. Da die Wände in den 80er Jahren des 17. Jahrhunderts undicht wurden, verkleidete man sie mit einer Holzvertäfelung und installierte neue Öfen. Kurze Zeit später gab die Konstruktion des Gebäudes an mehreren Stellen nach und setzte sich. Das Kommandantenhaus blieb undicht. Somit richtete man die Wände und erneuerte das Dach.

#### Kleiner Pulverturm, Arsenal und Pulverhaus
Der kleine Pulverturm der Festung wurde von 1683 bis 1684 gebaut und liegt nördlich des Provianthauses auf der südöstlichen Bastion. Seine 90 cm starken Außenwände bestehen aus Granitmauern und über dem Innenraum spannt sich ein Gewölbe. Es existierten mehrere Lager für Schießpulver, darunter der schon erwähnte Gyldeløves Turm. Nachdem dieser explodiert war, baute man ein neues Lager unterhalb der Königsbatterie im gedeckten Weg.

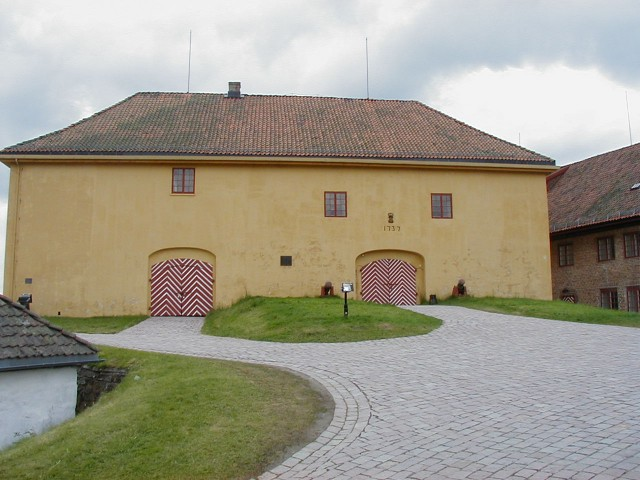
Arsenal

1737 war das Arsenal fertiggestellt und ersetzte den Gyldenløves Turm. Das zweistöckige Gebäude mit den Maßen 24 auf 20 Alen war früher unter mehreren Namen bekannt. Einer davon war Der große Pulverturm (norw.: Det store krud Taarn). 1771–1772 wurde ein dreistöckiges Lafettenhaus so angebaut, dass es als ein Gebäude erscheint. 1774–1776 entstand dahinter noch ein kleines Spritzenhaus für Feuerwehr-Ausrüstung. Das gelbe Gebäude steht auf dem höchsten Punkt der Festung und ist von Süden her weit sichtbar.
Das 1809 bewilligte Pulverhaus wurde von 1810 bis 1811 im gedeckten Weg gebaut. Es ist ein kleiner, längsgerichteter Bau aus Granit und Feldsteinen mit einem Satteldach. Als die Festung 1823 nicht mehr zum aktiven Dienst gehörte, räumte man das Lager und brachte Munition und Geschütze auf andere Festungen.

#### Kasematten
Innerhalb der Mauern befanden sich im Nordwesten sechs oder sieben Kasematten. Sie stammten aus den Jahren 1688 und 1689. Die ursprüngliche Holzkonstruktion war jedoch anfällig für Fäule. Um sicher zu sein, dass die Batterien auf dem Hügel nicht einstürzen, ersetzte man die Holzkonstruktion durch fünf gemauerte Kasematten. Eine davon benutzte man als Laboratorium. In den übrigen war Platz für mehr als 200 Mann. Darüber hinaus gab es drei Kasematten im Ravelin aus dem Jahr 1695. Sie boten 114 Menschen Platz. 1739 bis 1742 wurden auch sie umgebaut. Wenig später stellte man die alte Kaserne fertig und man brauchte die Kasematten in Friedenszeiten nicht mehr. Nach kurzer Zeit brach jedoch erneut ein Krieg aus und die Kasematten wurden wieder in Betrieb genommen. Es wurde beklagt, dass es ungesund wäre sich dort aufzuhalten, dennoch wurde nichts an dem Zustand geändert.

#### Alte und neue Kaserne

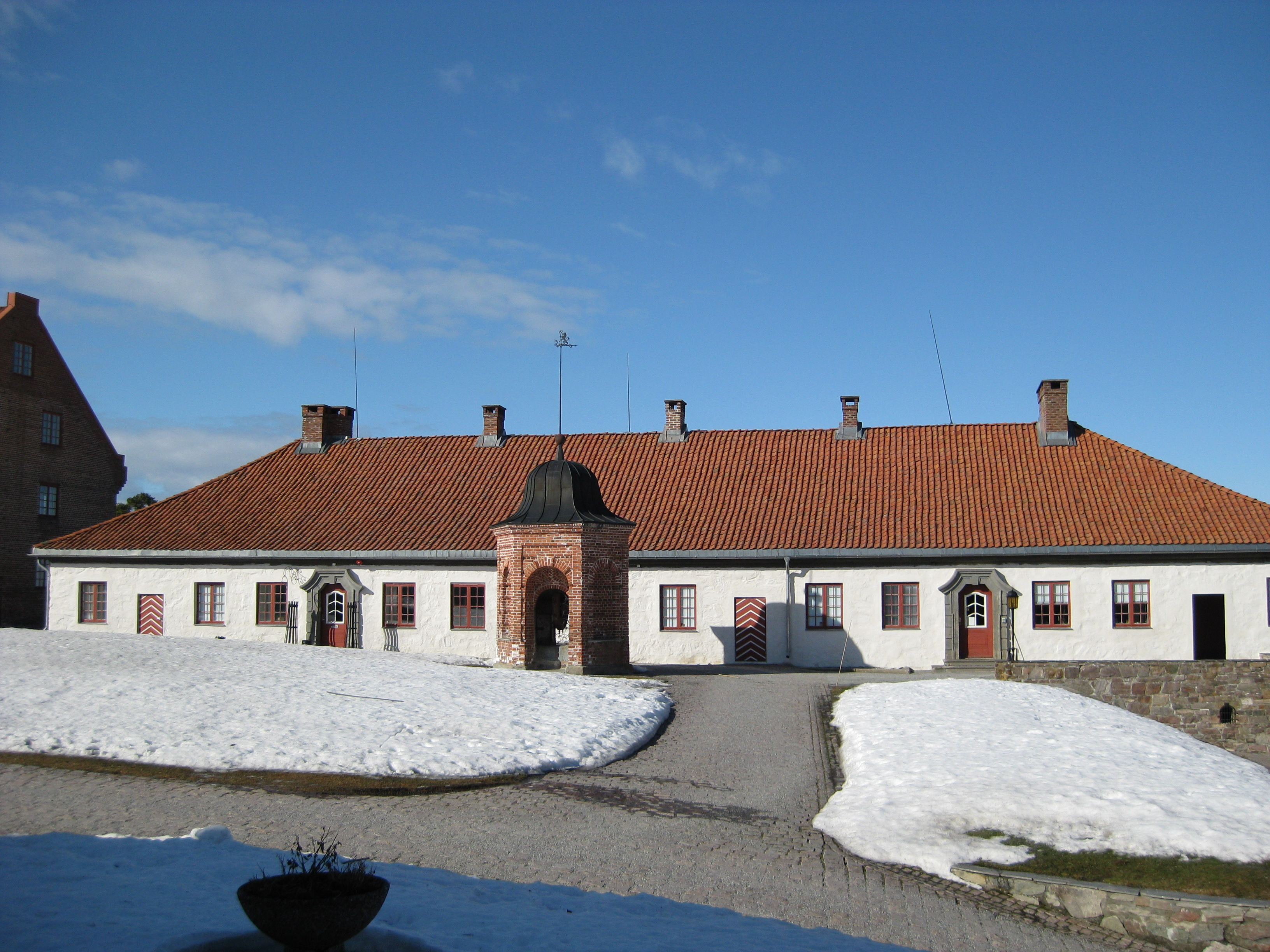
Die alte Kaserne (1702) mit Hauptbrunnen.

Im Jahr 1694 wurde die zweite Etage des Kommandantenhauses zurückgebaut und als eigenständiges Gebäude wiedererrichtet. Doch nach nur einem Jahr brannte es 1701 vollständig ab. Es wurde zwischen 1702 und 1704 ein neues gemauertes Haus errichtet. Das Gebäude wurde durch eine Trennwand längs geteilt und alle Zugänge befinden sich auf den Längsseiten des Hauses und gehen ins Freie. Auf der Nordseite befanden sich sechs Räume, auf der Südseite fünf und eine Stube. Die Kaserne konnte bis zu 150 Soldaten aufnehmen. Bis 1780 gab es eine Wäscherei und einen Backofen im Keller. Da in der Hauptwache zu wenig Platz war, richtete man im Jahr 1807 einen Raum für die Strafgefangenen ein. Nach 1814 stieg die Anzahl der Strafarbeiter auf der Festung und weitere Räume wurden eingerichtet und die Fenster vergittert. Seither wurde das Haus nur noch als das Gefängnis bezeichnet. Anfang des 20. Jahrhunderts wurde das Gebäude mit Strom und einem Kanalisationsanschluss ausgestattet. Mit der deutschen Besatzung wurde das Haus komplett umgestaltet. In der Kaserne richtete man einen Lesesaal, ein Kaminzimmer, ein Speisesaal und einen Aufenthaltsraum im alten Stil ein. Die Treppen auf der Südseite wichen einer Terrasse, sodass auch das Gelände des Hofplatzes angehoben wurde. Auf der Nordseite wurde eine Tür zugemauert, während eine andere in einen französischen Balkon umgewandelt wurde. Wenig später richtete man auch Büroräume ein.

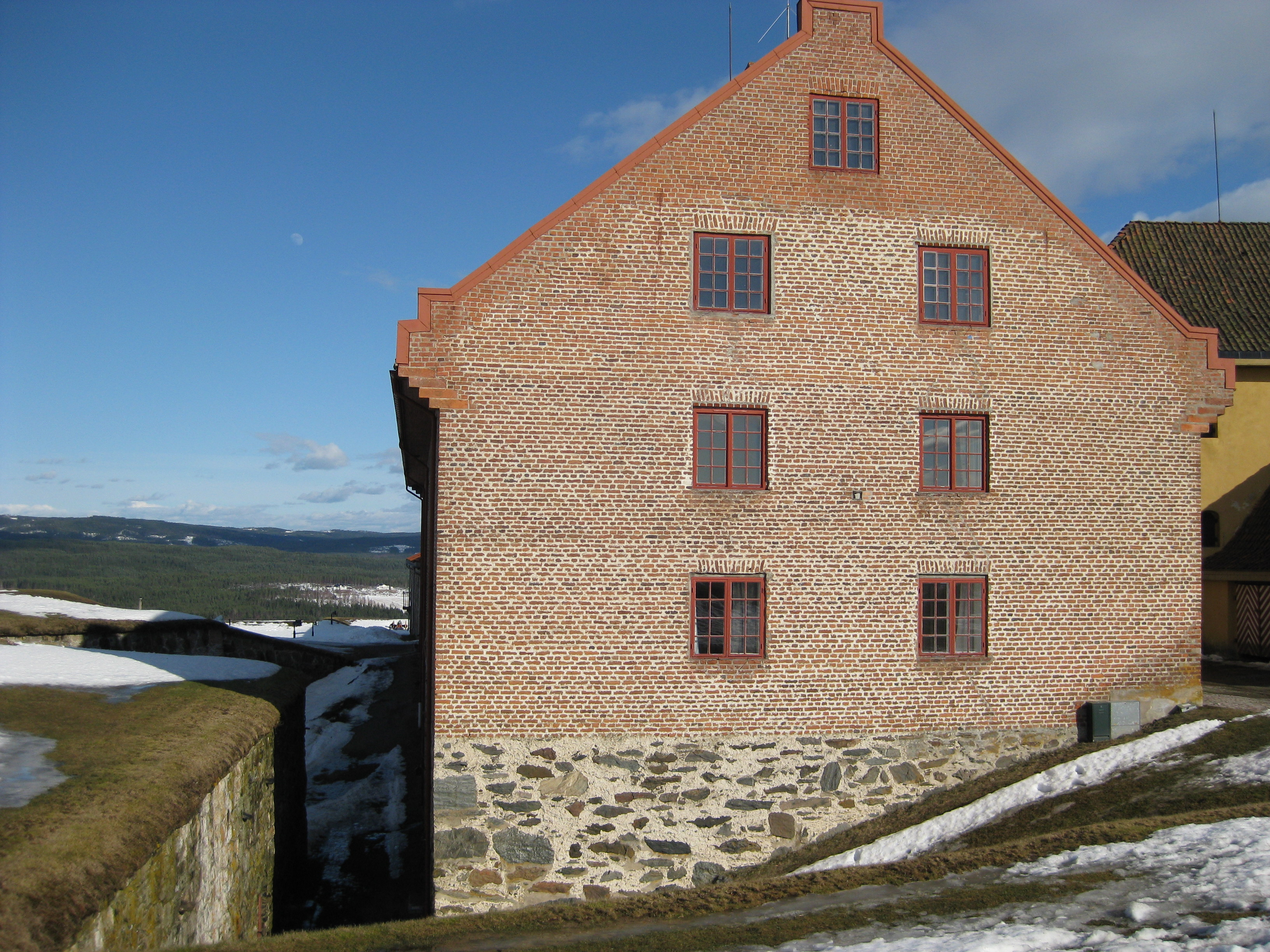
Die neue Kaserne

Um die ganze Garnison besser auf der Festung unterzubringen, wollte man 1765 an der alten Kaserne anbauen. Stattdessen entschied man sich ein vollkommen neues Gebäude zu errichten, das im Jahr 1773 fertig wurde. Die neue Kaserne entstand an der Stelle, an der das ehemalige Lafettenhaus existierte. Die erste Etage bewohnten die Soldaten, die Quartiere der Unteroffiziere lagen an beiden Enden. In der zweiten Etage waren die Offiziere untergebracht. Insgesamt war das Gebäude für 200 Menschen ausgelegt. Im Keller befanden sich zwei Backöfen, zwei Wäschekammern und Lagerräume. Die Wände des Gebäudes wurden im Gegensatz zur alten Kaserne gemauert und blieben unverputzt. Um einen Pilzbefall zu verhindern, wurden die Keller nachträglich mit Gewölben ausgestattet. Anfang des 19. Jahrhunderts wurde das Dach von einem Krüppelwalmdach zu einem Satteldach umgestaltet und das Gebäude wurde elektrifiziert. 1922 wurde ein Wassertank mit elektrischer Pumpe installiert. Er versorgt auch die alte Kaserne, das Kommandantenhaus und den Stall. Unter deutscher Besatzung sanierte man das Haus ein weiteres Mal, so wurden unter anderem neue Betontreppen eingezogen und die Räume renoviert. In den 1990er Jahren wurden kleine Wohneinheiten (norw.: hybel) in der Kaserne eingerichtet. Ab 2009 fanden Abrissarbeiten innerhalb des Gebäudes statt und die Einrichtung ab den 1940er Jahren wurde wieder entfernt.

#### Alte und äußere Wache

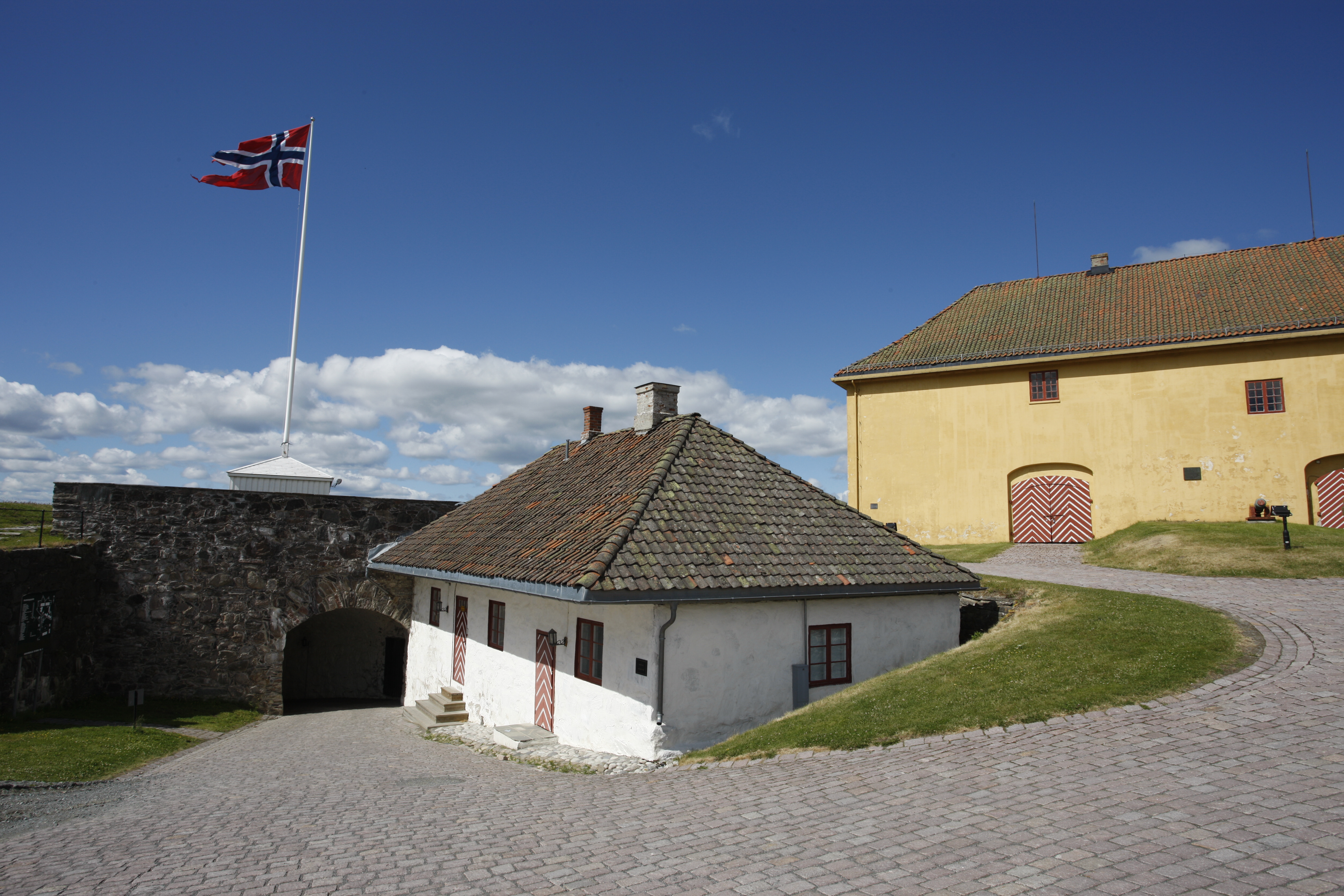
Die alte Wache, im Hintergrund das Arsenal

Die alte Wache befindet sich innerhalb der Festung und ersetzt 1706 die Wache aus dem Jahr 1683. Das eingeschossige Gebäude bestand ursprünglich aus zwei Räumen, der Wachstube für Soldaten und der für die Offiziere. Ab 1741 wurden im Wachhaus Strafgefangene zusammen mit den Wachsoldaten untergebracht. Erst zwei Jahre später teilte man einen Raum für die Wachsoldaten ab, da beschlossen wurde, die Gefangenen hier dauerhaft unterzubringen. Derzeit war die Wache in einem schlechten Zustand. 1750 baute man zusätzlich die kleine Wache im Schützengraben. Um mehr Platz für die Gefangenen zu schaffen, wurde der Mannschaftsraum der Hauptwache geteilt. Vier Jahre später, im Jahr 1769, renovierte man die Wache. Sie bekam einen neuen Boden, neue Fenster aus Bleiglas und einen neuen Ofen im Gemeinschaftsraum der Soldaten. Auch das Inventar wurde ausgewechselt. Ein paar Jahre später installierte man auch einen neuen Kachelofen im Offiziersraum. Darüber hinaus wurde vorgeschlagen das Gebäude umzubauen und um eine weitere Etage zu erhöhen, doch dieser Vorschlag wurde nicht umgesetzt. Im Jahr 1788 wurde das Gebäude erneut restauriert. Eventuell wurde das Gebäude zu dieser Zeit auch verputzt. Ein Mauerboden ist im Jahr 1794 im Gefängnis eingebaut worden. Seitdem auch bewohnten die Profossen und Generalgewaltigten der Festung die Räume. In den folgenden Jahren wurde das Gebäude mehrmals umgebaut, darunter wurde auch das Dach bombensicher gemacht (1814) und Strom gelegt (1917). Seit 2002 wird die Wache als Büro genutzt.
Die äußere Wache im gedeckten Weg wurde 1750 gebaut und bestand aus zwei Räumen, einer Wachstube für die Soldaten und eine kleinere für die Offiziere. Im Jahr 1814 wurde das Gebäude verstärkt und seit 1818 wurde es von Profossen und Generalgewaltigten bewohnt. Ab den 1970er Jahren wohnte hier der Hausmeister bis 1992 die Wache wieder hergestellt und mit einem Schlafplatz ausgestattet wurde.

#### Stallgebäude
Das Stallgebäude wurde 1742 als Spritzenhaus und Pferdestall erstellt. Im Jahr 1777 verlängerte man das Gebäude bis zum kleinen Pulverturm, um mehr Platz für Kühe zu schaffen. Toiletten, Duschen und eine Sauna kamen zwischen 1941 und 1943 unter deutscher Besatzung dazu. Heute dient es weiterhin als Dusch- und Umkleideraum sowie als Toilettenhäuschen für Angestellte und Touristen.

#### Laboratorium
Ursprünglich wurde das Laboratorium 1743 im gedeckten Weg als Schmiede erbaut. Nach zwei Jahren erweiterte man das Gebäude um einen Kohleschuppen am östlichen Ende. Doch schon 1749 war die Schmiede zu klein und man erweiterte sie in Länge und Breite. Ein weiterer Schuppen, unterteilt in zwei Räume, kam wiederum an der östlichen Seite hinzu. Er diente zur Aufbewahrung der Artillerie und die Kohle wurde in einem neuen Gebäude gelagert. Um die Jahrhundertwende wurde die Schmiede zum Laboratorium umgebaut und steht wahrscheinlich in Zusammenhang mit dem Bau des Pulverhauses. Die neue Schmiede wurde unter der Dronningenbastion errichtet. Ab 1812 hieß das Gebäude nur noch das Laboratorium. Gegenwärtig wird es als Depot und Lager verwendet.

### Fahnenmast
Ab 1779 begann man mit einer planmäßigen Triangulation Südnorwegens, um die ungleichen benachbarten Karten zu überarbeiten und ein einheitliches Kartenwerk zu schaffen. Dafür entwickelte man ein nationales Koordinatensystem, dessen Ausgangspunkt der Fahnenmast auf der Festung Kongsvinger war. Auch die ersten Karte, die als Serie erstellt wurde, behielt den Ausgangspunkt vom Fahnenmast in Kongsvinger.

### Batterien

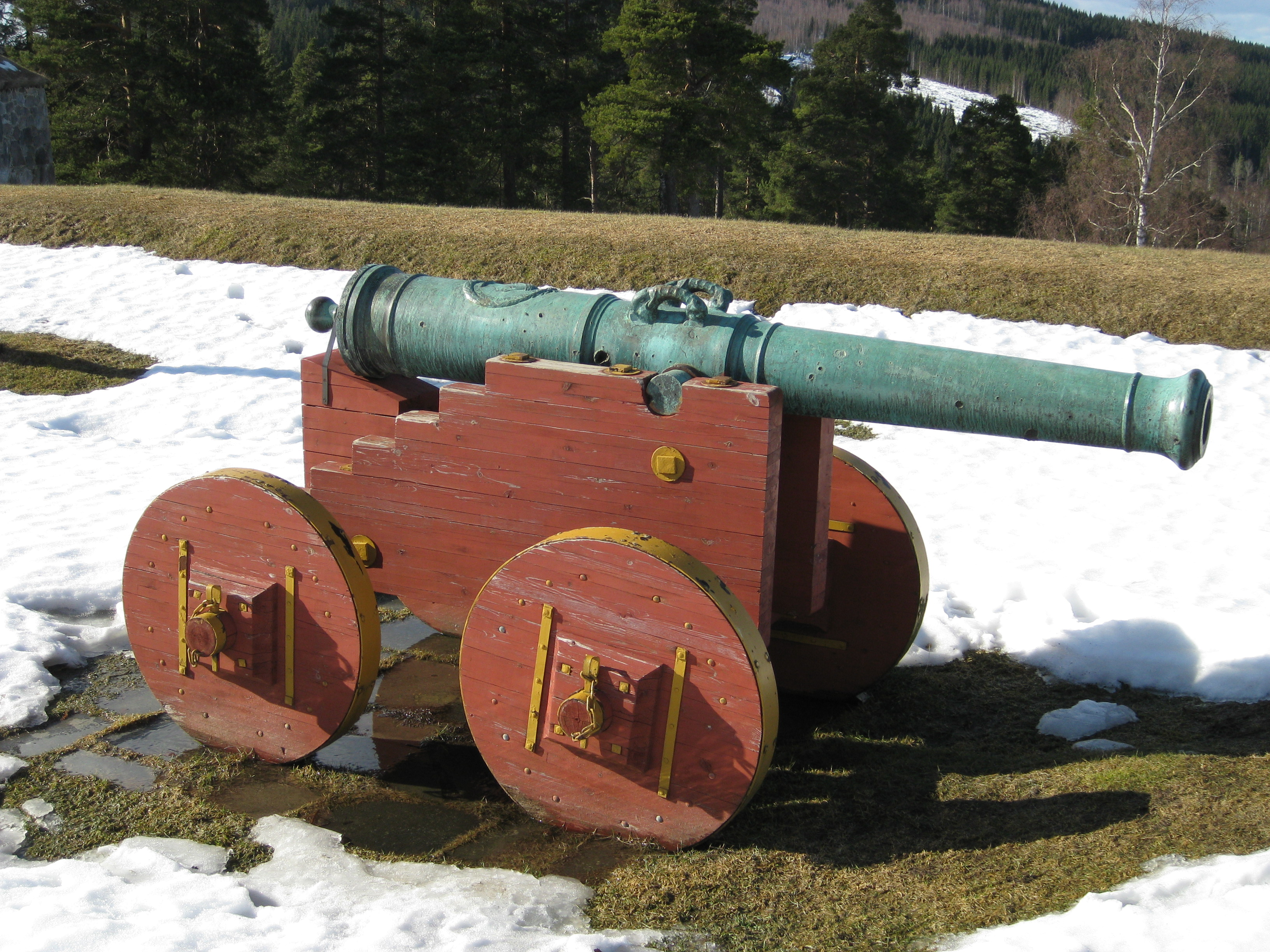
Kanone auf der Prinz Wilhelm Batterie

Auf den Festungsmauern befanden sich Batterien, von denen die meisten königliche Namen oder Namen von Fürsten trugen. Einige Namen, so die Wedels Batterie und die Gyldenløves Batterie, werden in verschiedenen Zeiten für verschiedene Batterien benutzt. Die Batterien im gedeckten Weg scheinen keinen Namen gehabt zu haben. Nachfolgend die beständigsten Namen nach dem letzten Stand:
- Königsbatterie, im Süden über dem Haupteingang
- Königinnenbatterie, im Südwesten
- Kronprinzenbatterie, im Nordwesten, auch Prinz Friedrichs Batterie genannt nach dem damaligen Kronprinz
- Prinz Carls Batterie im Nordwesten
- Prinz Wilhelms Batterie im Nordosten
- Wedels Batterie auf dem Ravelin
- Gyldeløves Batterie vor dem Kommandantenhaus

Die meisten Kanonen der Batterien waren in Norwegen gefertigt, zum Beispiel in Fritzøe, Fossum, Moss und Christiania. Sie waren aus gegossenem Metall. Kanonen aus Bronze wurden hauptsächlich in der Feldartillerie eingesetzt, da sie auf Grund der geringeren Dicke weniger Gewicht hatten. Die Kanonen aus Eisen waren auf der Festung stationiert. Anfänglich waren die Lafetten aus Holz. Modelle aus Eichenholz wurden aus Kopenhagen geliefert und waren mit den Oldenburger Farben, rot und gold, bemalt. Die hölzernen Lafetten hielten oft nicht länger als zehn bis zwölf Jahre. Deshalb demontierte man die Kanonen und brachte die Lafetten in Friedenszeiten in das Lafettenhaus. Nur wenige Kanonen blieben zur Sicherung und Signalwirkung stehen. Die demontierten Kanonen ließ man einfach auf den Festungswällen liegen. Ab den 1720er Jahren baute man Standplätze aus Steinen und Erde für Kanonen, die jedoch aufgrund der Witterung häufige Reparaturarbeiten nach sich zogen. Seit den 1730er Jahren gab es Kanonen im gedeckten Weg. Nach 1823 verblieben nur noch einige Salutkanonen auf der Festung, die anderen wurden nach der Schließung auf verschiedene Festungen verteilt. Als die Zwillingsforts Vardårsen und Gullbekkåsen gebaut wurden, lieferte man im Jahr 1902 je zwei Turmkanonen des Typs Schneider-Carnet mit zwölf Zentimetern Durchmesser und zwölf Feldkanonen des Typs Schneider-Carnet mit 7,5 Zentimetern Durchmesser. Die Feldkanonen wurden erst einmal im Arsenal der Festung untergebracht. Später ersetzte man sie durch 8,5 Zentimeter Kanonen. Zwischen 1938 und 1939 wurden die Turmkanonen demontiert und fortgeschafft. Die Feldkanonen kamen 1940 im Vardåsen Fort gegen deutsche Angreifer zum Einsatz.

## Kommandanten
Es ist das Datum der Ernennung angegeben.
- 1682: Oberstleutnant Georg Reichwein 21. Oktober 1682 – 17. Februar 1689
- 1689: Oberstleutnant Johan Braun 18. Februar 1689 – 17. Juli 1689
- 1689:  Oberstleutnant Johan Nicolai Møllerup 18. Juli 1689 – 9. Februar 1700
- 1699:  Oberst Markvard Otto Mangelsen 1. Mai 1700 – 11. März 1703
- 1703:  Major Johan Otto Sesterfleth 27. März 1703 – 3. Februar 1713
- 1713:  Major Jacob Matheson 22. Mai 1713 – 26. Juli 1724
- 1724:  Oberstleutnant Johan Junge 2. November 1724 – 6. Dezember 1745
- 1745:  Oberstleutenant Hans Olai Fremmen 11. Januar 1746 – 13. Oktober 1746
- 1746:  Oberst baron Magnus von Holck 11. Januar 1747 – 18. November 1746
- UNDER REVISION AS OF NON 20 2020
- 1764: Johan Ludvig Maximilian Biellart
- 1798: Niels Harbou[17]
- 1804: Gottfried Carl Wilhelm Gottlob von Blücher[18]
- 1808: Werner Nicolas Seue[19]
- 1809: Frederik Wilhelm Brueneck Stabell[20]
- 1810: Andreas Samuel Krebs
- 1811: Benoni d’Aubert[21]
- 1817: Nicolai Frederik Reichenwein Huitfeldt
- 1837: Wilhelm Sissener
- 1847: Peter Bernhard Anker
- 1849: Erik Theodor Anker
- 1859: Frederik Daniel Werenskiold
- 1878: Jonas Severin Dessen
- 1882: Christopher Frederik Lowzow
- 1893: Hans Christian Schjørn
- 1897: Wilhelm Gran
- 1897: Theodor Emil Lefevre Grimsgaard
- 1903: Theodor Flindt Ellerhusen
- 1912: Georg Marenus Gottlieb Erdmann
- 2005: Grethe Bergersen
- 2011: John Petter Bachke (davor Leiter der Militärischen Veteranencenters)

## Kultur
Die Kongsvinger Festung ist seit über 300 Jahren ein wichtiger Bestandteil für das kulturelle Leben der Stadt Kongsvinger. Hierher kamen gutausgebildete Offiziere aus Deutschland, Dänemark und Schweden. Einer von ihnen war Fredrik Daniel Werenskiold, Kapitän und danach Kommandant der Kongsvinger Festung. Sein Geschlecht kommt aus Ribe in Jütland, Dänemark und reicht bis ins 17. Jahrhundert zurück. Der Zeichner und Maler Erik Theodor Werenskiold (1855–1938) war der Sohn des Kommandanten und er verbrachte seine Kindheit auf der Festung.
Die Festung war viele Jahre Schauplatz der Festungsspiele in Kongsvinger.
Im alten Provianthaus von 1682 befindet sich das Kongsvinger Festungsmuseum. Es wird von den Kongsvinger Festungsfreunden betrieben und besteht aus vier Ausstellungen. Die wichtigste Ausstellung zeigt Norwegens Militärgeschichte von der Wikingerzeit bis in die Gegenwart. Sie wurde von König Olaf V. im Jahr 1982 eingeweiht und ist ein Teil des Militärmuseums in Oslo. Zusätzlich zu der gemieteten Ausstellung beschäftigt sich ein Teil mit Funden, die bis in die Steinzeit zurückreichen und den Fokus auf das zivile Leben legen. Die Grenzenlosausstellung Die guten Helfer wurde 2002 eröffnet. Sie beschäftigt sich umfassend mit dem Kurierverkehr über die Grenze nach Schweden während des Zweiten Weltkrieges. Die Bildergalerie in der dritten Etage zeigt die Fotoausstellung Vom Grenzposten aus der Zeit während der Unionsauflösung. Eine andere Ausstellung zeigt die Arbeiten von Ole Boger, der Hausmeister auf der Festung war.